# Confession (película 2014)
Confession (Hangul: 좋은 친구들; RR: Joeun Chingudeul) es una película neo-noir de 2014 protagonizada por Ji Sung, Ju Ji-hoon y Lee Kwang-soo.

## Sinopsis
Hyun-tae, In-chul y Min-soo han sido mejores amigos desde la infancia. Hyun-tae es un paramédico con una hija en el kinder, En-chul es un estafador que trabaja en una compañía de seguros y Min-soo es propietario de un pequeño negocio. La madre de Hyun-tae, dueña de un arcade ilegal, le pide a In-chul fingir un robo/incendio en su arcade para conseguir el dinero del seguro. Pero esto termina en su muerte accidental y la relación de los amigos cambia para siempre.

## Reparto
- Ji Sung como Im Hyun-tae.[6]
  - Baek Seung-hwan como joven Im Hyun-tae (joven).
- Ju Ji-hoon como En-chul.
  - Jeon Ji-hwan como In-chul (joven).
- Lee Kwang-soo como Kim Min-soo.[7][8][9][10]
  - Ham Sung-min como Kim Min-soo (joven).
- Lee Hwi-hyang como madre de Hyun-tae.
- Ki Gook-seo como padre de  Hyun-tae.
- Choi Jin-ho como Lee Soo.
- Jung Ji-yoon como Mi-ran.
- Jang Hee-jin como Ji-hyang.
- Choi Byung-mo como Jae-gyu.
- Ri Min como Detective Choi.
- Hwang Chae-won como Yoo-ri.
- Song Yoo-hyun como chica 2 en la sala de espera.